# 綾町
綾町（あやちょう）は、宮崎県のほぼ中央に位置する町。東諸県郡に属する。「有機農業の町」、「照葉樹林都市」などをスローガンとする町おこしの成功例として知られ、自然の中での人間らしい生活を求める全国各地からの移住者が増加している。
2012年7月12日に国内では32年ぶり5ヶ所目となるユネスコエコパークに登録された。

## 地理
南部は宮崎平野の西端にあたり、北部は九州山地で急峻であるが、国内最大級の規模の照葉樹林（綾の照葉樹林）が広がっている。また、宮崎市との関わりも深く宮崎都市圏に属している。森林セラピー基地認定。
- 河川: 綾北川、綾南川（大淀川支流）

### 隣接している市町村
- 宮崎市
- 小林市
- 東諸県郡国富町
- 児湯郡西米良村

### 地名
大字は以下のとおりである。
- 入野
- 北俣
- 南俣

これとは別に、町内は以下の地区に分けられる。
- 北麓
- 麓
- 南麓
- 割付
- 埜道
- 竹野
- 宮原
- 久木野々
- 二反野
- 倉輪
- 立町
- 揚町
- 中堂
- 四枝
- 西中坪
- 東中坪
- 上畑
- 尾立
- 神下
- 宮谷
- 古屋
- 昭和

## 歴史
古くは、"阿陀能奈珂椰"(あだのなかや)と呼ばれ、それが縮んで"阿椰"に、次いで"綾"となった。奈良時代から日向国の交通の要衝であり、駅がおかれていた。鎌倉時代から戦国時代までは伊東氏、江戸時代は薩摩藩領となって島津氏が統治した。外城制度においては北俣・南俣が綾郷、入野が高岡郷に属した。
1889年に町村制施行に伴い地方自治体として発足したのち1932年に町制を施行したが、他市町村との合併は一度も行ったことがない。

### 近現代
- 1889年5月1日 町村制施行により東諸県郡南俣村、北俣村、入野村が合併し綾村が発足[3]。
- 1932年10月1日 東諸県郡綾村が町制施行し綾町となる。
- 1966年 区長制を停止し、自治公民館制度を開始。
- 1966年 郷田實が町長に就任。
- 1967年 林野庁による照葉樹林伐採提案を拒否。以後、照葉樹林保護運動を開始。
- 1982年5月15日 九州中央山地国定公園に認定。
- 2012年7月12日 町の全域がユネスコエコパークに認定。
- 2015年7月9日 宮崎県綾町で新種のキノコ発見[4]。

## 行政

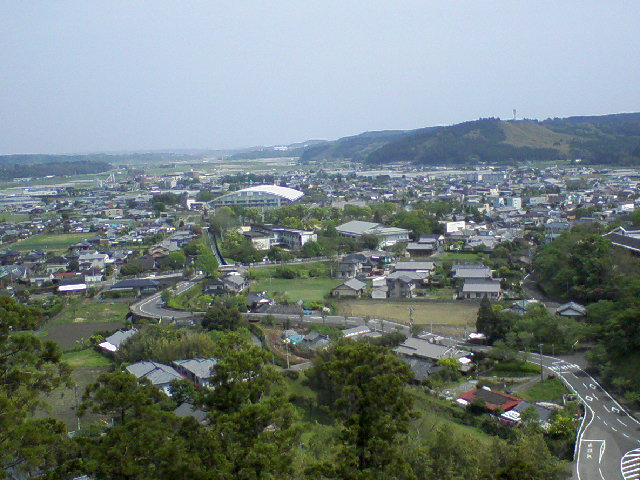
綾城からみた綾町市街地

### 歴代町長
| 代 | 氏名   | 就任年 | 退任年 |
| -- | ------ | ------ | ------ |
|    | 郷田實 | 1966年 | 1990年 |
|    | 前田穣 | 1990年 | 2019年 |
|    | 籾田学 | 2019年 | 現職   |

### 町議会
- 定数10人（任期は2023年4月30日まで）

### 主な受賞
- 過疎地域活性化優良事例町村（国土庁長官・1994年）
- ふるさとづくり大賞（内閣総理大臣・1991年）
- 首長が選ぶ元気な自治体・西の横綱（共同通信社・1998年）
- 日本の名水百選（1985年）：綾川湧水群
- 日本一星の見える町（1995年）
- 水源の森百選（1995年）：綾の照葉樹林
- 水の郷百選（1996年）：照葉樹林都市・綾

## 経済

### 産業
- 基幹は農業で、町を挙げて取り組んできた有機農業（綾町では「自然生態系農業」とも呼ばれる）は町のブランドとなっている。綾牛（黒毛和種）、綾豚[5]、地鶏といった畜産品とともに、関東・関西地区の百貨店等で、希少な高級農産物として店頭に並ぶこともある。
- 町と農業協同組合（JA綾町）が設立した綾町農業支援センターに20人弱の「お助けマン部隊」を配置し、高齢農家には難しい重作業や販路開拓を担当している[6]。
- 照葉樹林の恩恵を活かし、草木染めによる染織工芸、地元産木材による木竹工芸、地元の土を使った陶芸、自然をモチーフにしたガラス工芸など、様々な手工芸作りも行われている。また、碁盤・将棋盤などに欠かせない良質の榧が産出されるため、とりわけタイトル戦などに用いられる最高級品には、この地で創られたものが珍重される。

## 地域

### 人口
| |                                      |  |
| 綾町と全国の年齢別人口分布（2005年） | 綾町の年齢・男女別人口分布（2005年） |  |
| ■紫色 ― 綾町 ■緑色 ― 日本全国 | ■青色 ― 男性 ■赤色 ― 女性            |  |
| 綾町（に相当する地域）の人口の推移 \| 1970年（昭和45年） \| 7,748人 \| \| \| 1975年（昭和50年） \| 7,339人 \| \| \| 1980年（昭和55年） \| 7,261人 \| \| \| 1985年（昭和60年） \| 7,309人 \| \| \| 1990年（平成2年） \| 7,385人 \| \| \| 1995年（平成7年） \| 7,419人 \| \| \| 2000年（平成12年） \| 7,596人 \| \| \| 2005年（平成17年） \| 7,478人 \| \| \| 2010年（平成22年） \| 7,224人 \| \| \| 2015年（平成27年） \| 7,345人 \| \| \| 2020年（令和2年） \| 6,934人 \| \| |                                      |  |
| 総務省統計局 国勢調査より |                                      |  |
| 1970年（昭和45年） | 7,748人                              |  |
| 1975年（昭和50年） | 7,339人                              |  |
| 1980年（昭和55年） | 7,261人                              |  |
| 1985年（昭和60年） | 7,309人                              |  |
| 1990年（平成2年） | 7,385人                              |  |
| 1995年（平成7年） | 7,419人                              |  |
| 2000年（平成12年） | 7,596人                              |  |
| 2005年（平成17年） | 7,478人                              |  |
| 2010年（平成22年） | 7,224人                              |  |
| 2015年（平成27年） | 7,345人                              |  |
| 2020年（令和2年） | 6,934人                              |  |

### 教育

#### 小・中学校
町立

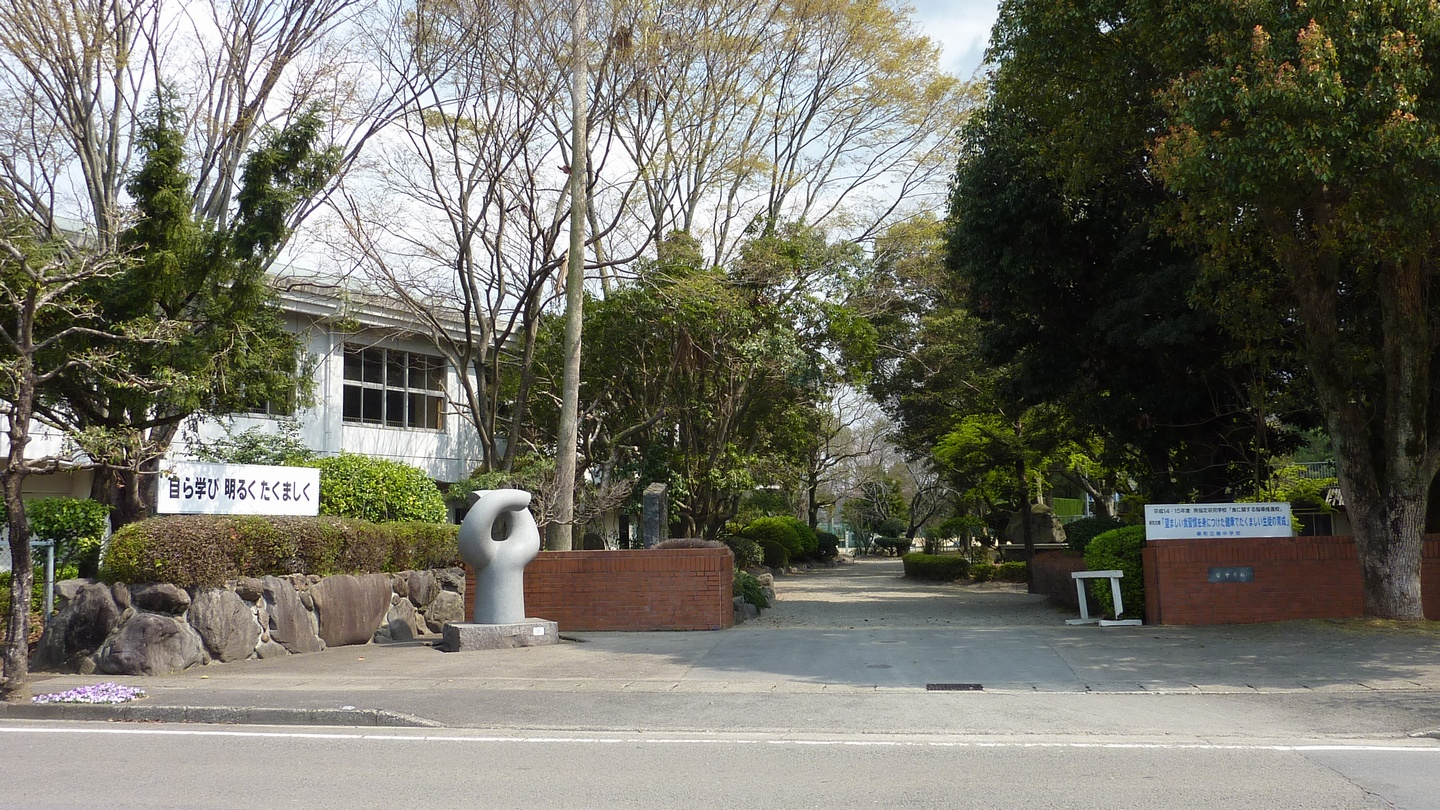
綾中学校
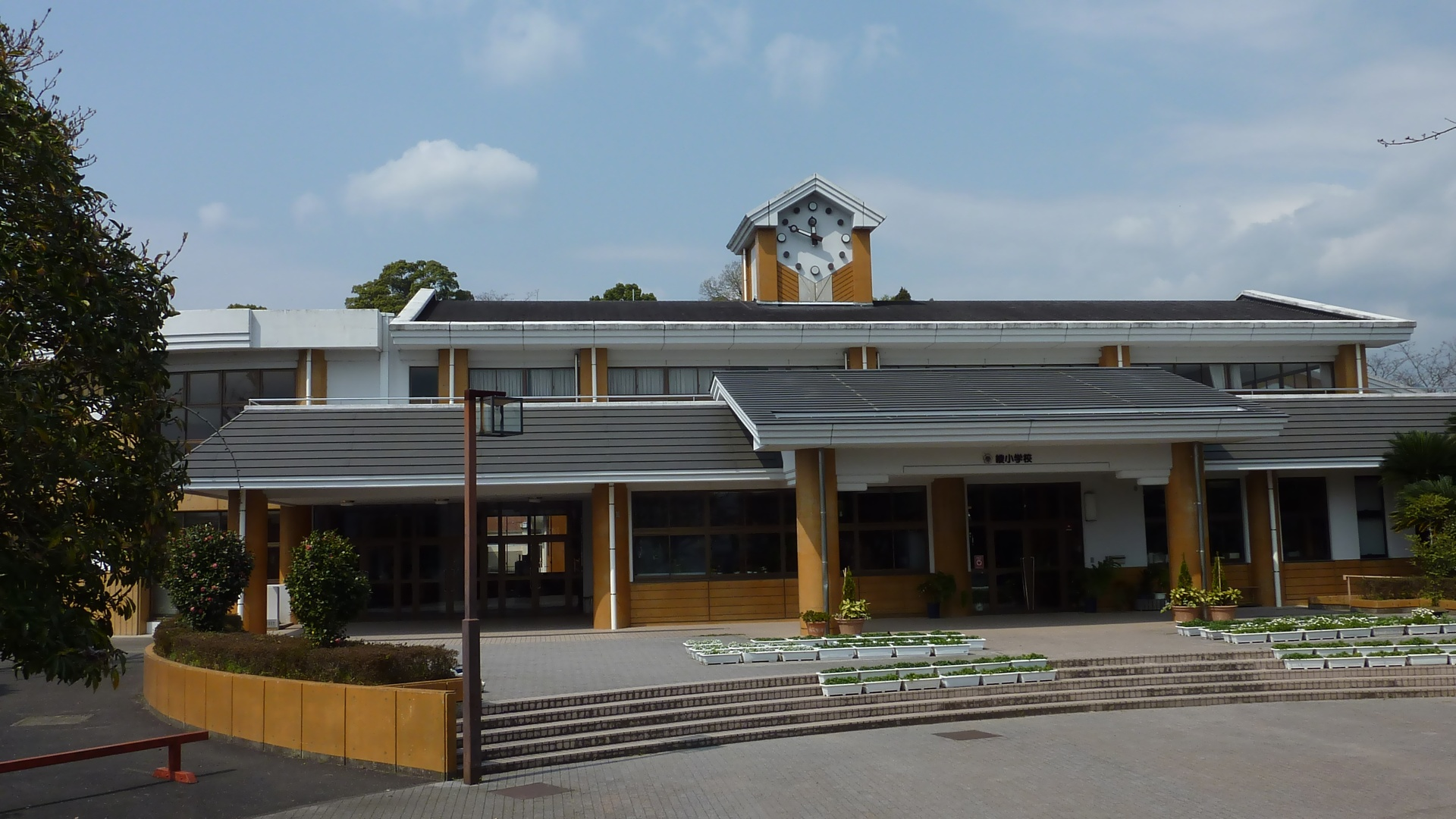
綾小学校

- 綾中学校
- 綾小学校

## 交通

### 空港
最寄りの空港は宮崎空港。

### 鉄道
町内を鉄道路線は通っておらず、町外の鉄道駅からも遠く離れている。JR九州日豊本線宮崎駅から、または南宮崎駅前の宮交シティから綾町へ向かう路線バスが運行されている。
1922年に宮崎町-綾村間（13哩）の電気鉄道の免許状が下付されたが、1928年にようやく宮崎電気鉄道株式会社を設立したものの工事は資金不足から中断。1933年免許一部失効（本庄町-綾村間）し残りの区間も1938年に免許失効となった。このため過去に当町内に鉄道が通っていたこともない。

### 道路

#### 高速道路
町内には通っていない。最寄りICは、国富スマートインターチェンジ・宮崎西インターチェンジ・西都インターチェンジ（ともに東九州自動車道）、または高原インターチェンジ（宮崎自動車道）など。

#### 国道

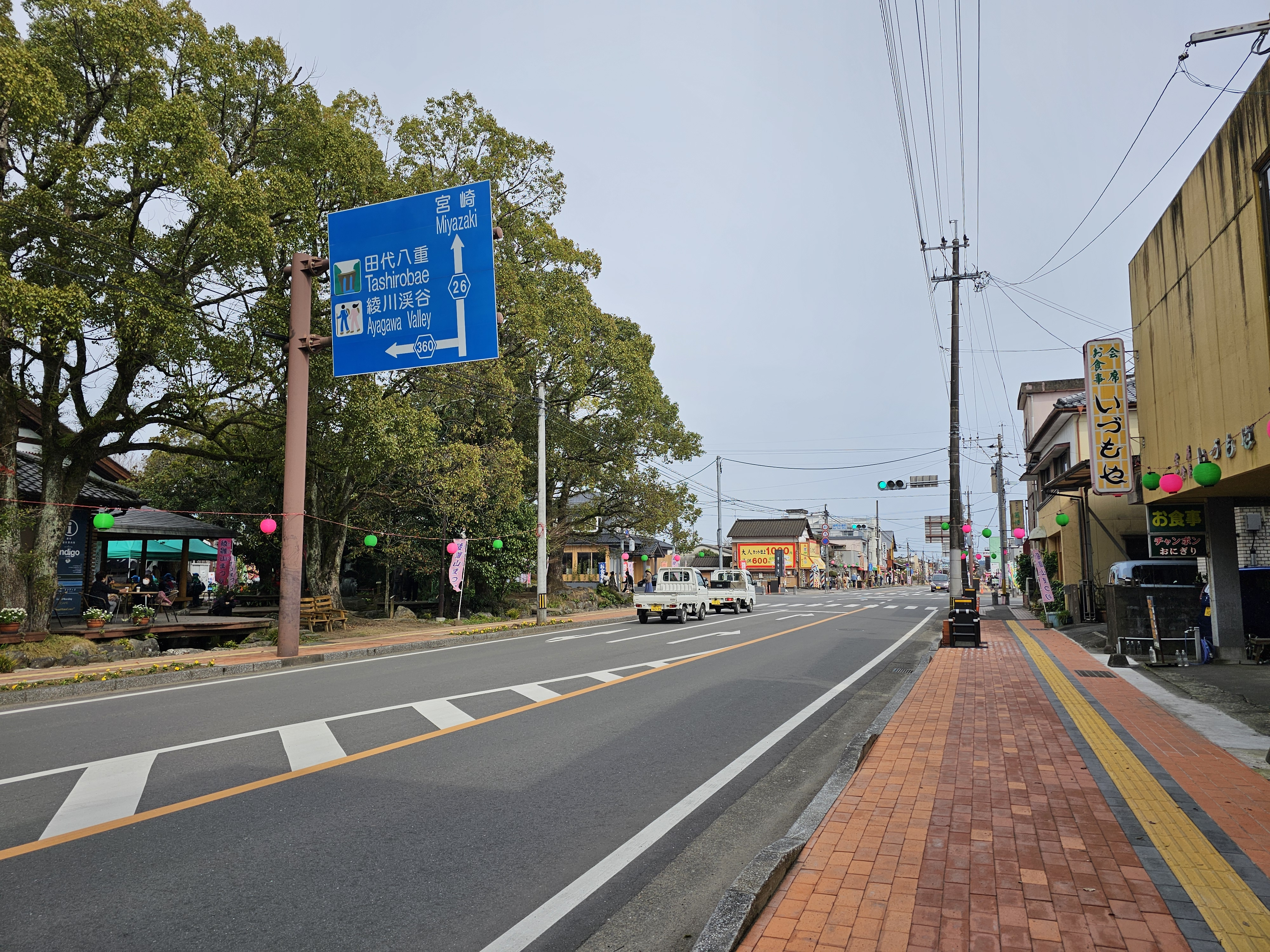
県道26号宮崎須木線（綾町役場前）

町内を国道は通っていない。

#### 主要地方道
- 宮崎県道17号南俣宮崎線
- 宮崎県道26号宮崎須木線
- 宮崎県道40号都農綾線

#### 一般県道
- 宮崎県道357号田の平綾線
- 宮崎県道358号高岡綾線
- 宮崎県道360号田代八重綾線
- 宮崎県道363号綾宮崎自転車道線

### バス
- 宮崎交通 - 国富町を経由し宮崎市と綾町を結ぶ路線バスを運行する。町中心部には綾待合所がある。
  - 宮崎駅・宮交シティ - 橘通り4丁目 - 宮崎神宮 - 気象台前 - 国富 - 綾 - 酒泉の杜
  - このほか通学時間帯には綾町内より宮崎商業高校経由宮崎市中心部発着の便や、宮崎北・宮崎日大・宮崎西・佐土原高校発着のバスが運行される。

## 名所・旧跡・観光スポット・祭事・催事

### 名所・旧跡・観光スポット
- 九州中央山地国定公園
  - 照葉大吊橋
  - 千尋の滝
  - 湧水群
- 綾城 - 伊東四十八城の一つ。
- 国際クラフトの城
- 綾馬事公苑
- 尾立展望台
- 尾立縄文遺跡
- サイクリングターミナル
- 綾川荘
- 式部谷ふれあい広場
- 松原公園自然プール
- 川中キャンプ場
- 酒泉の杜
  - 綾温泉
- 錦原運動公園
  - Jリーグキャンプ
- 綾ふれあい館
- 工芸品の工房各種

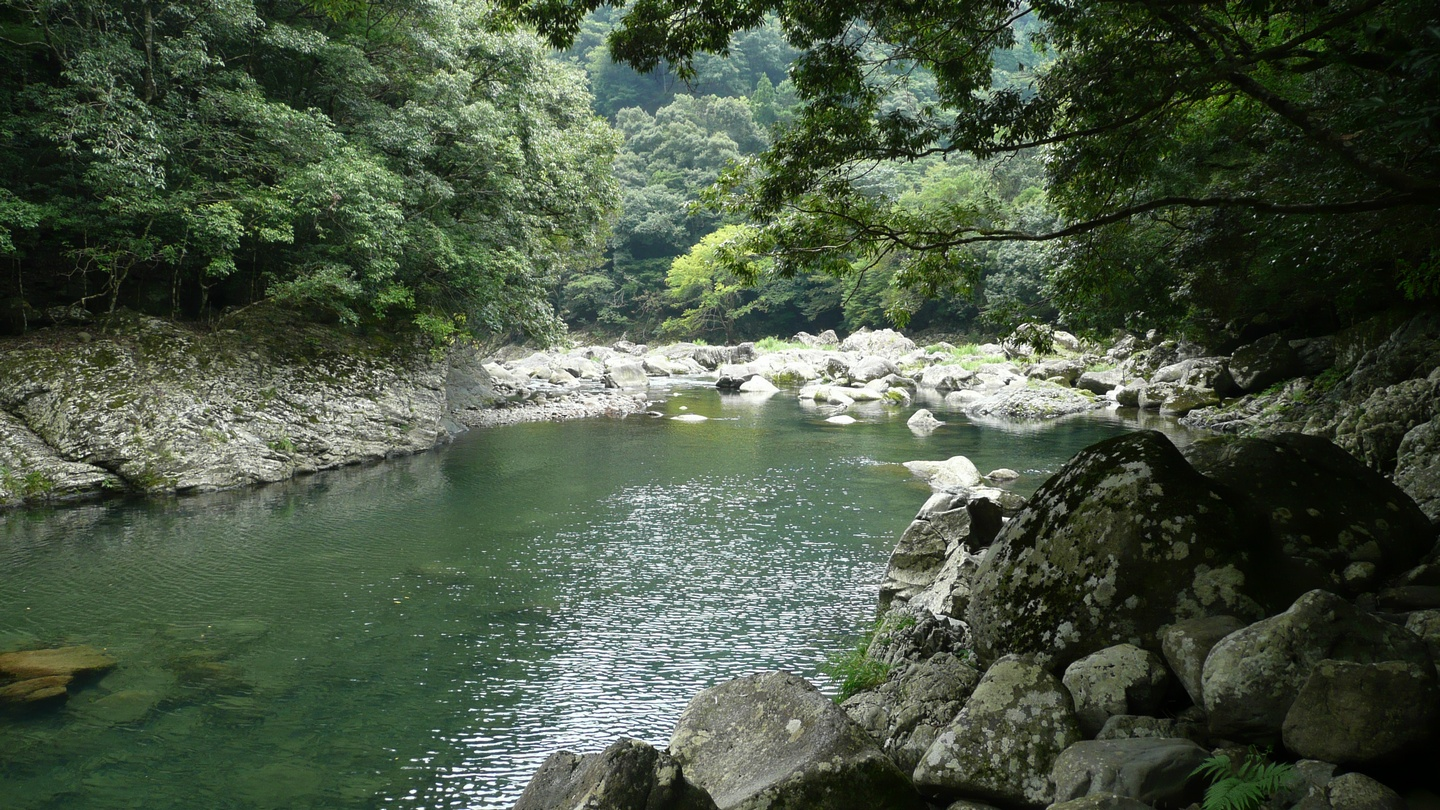
綾の照葉樹林

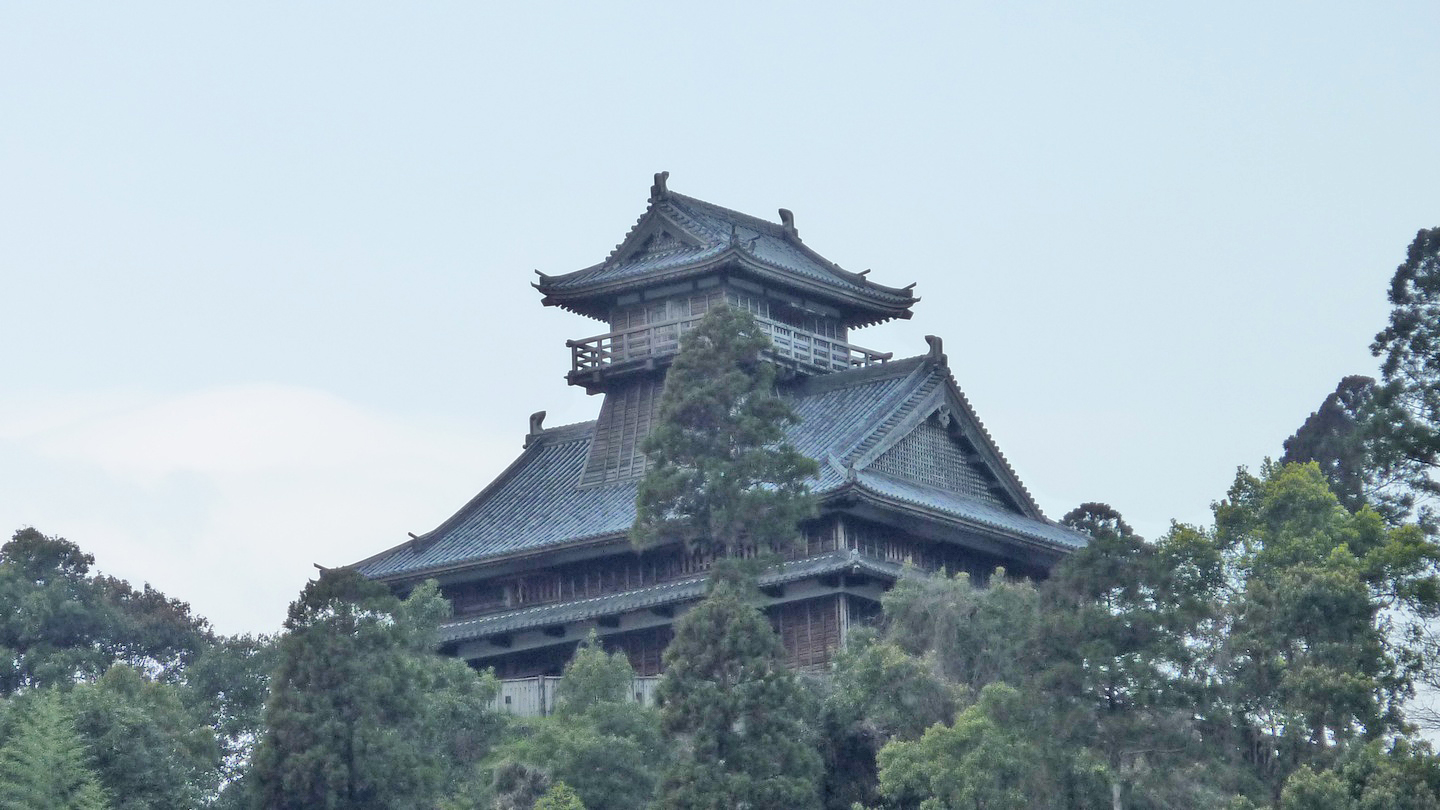
綾城

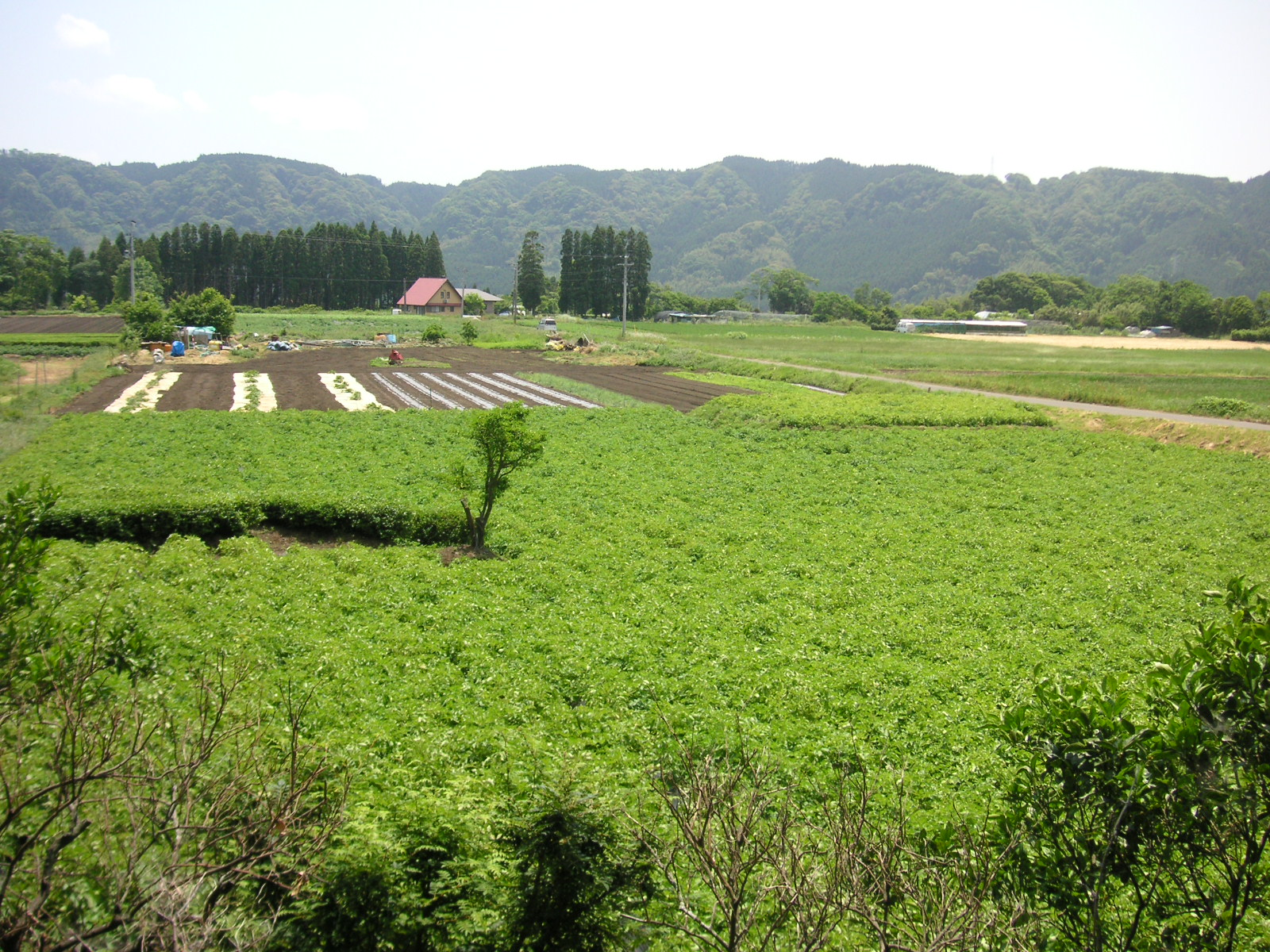
錦原（にしきばる）台地

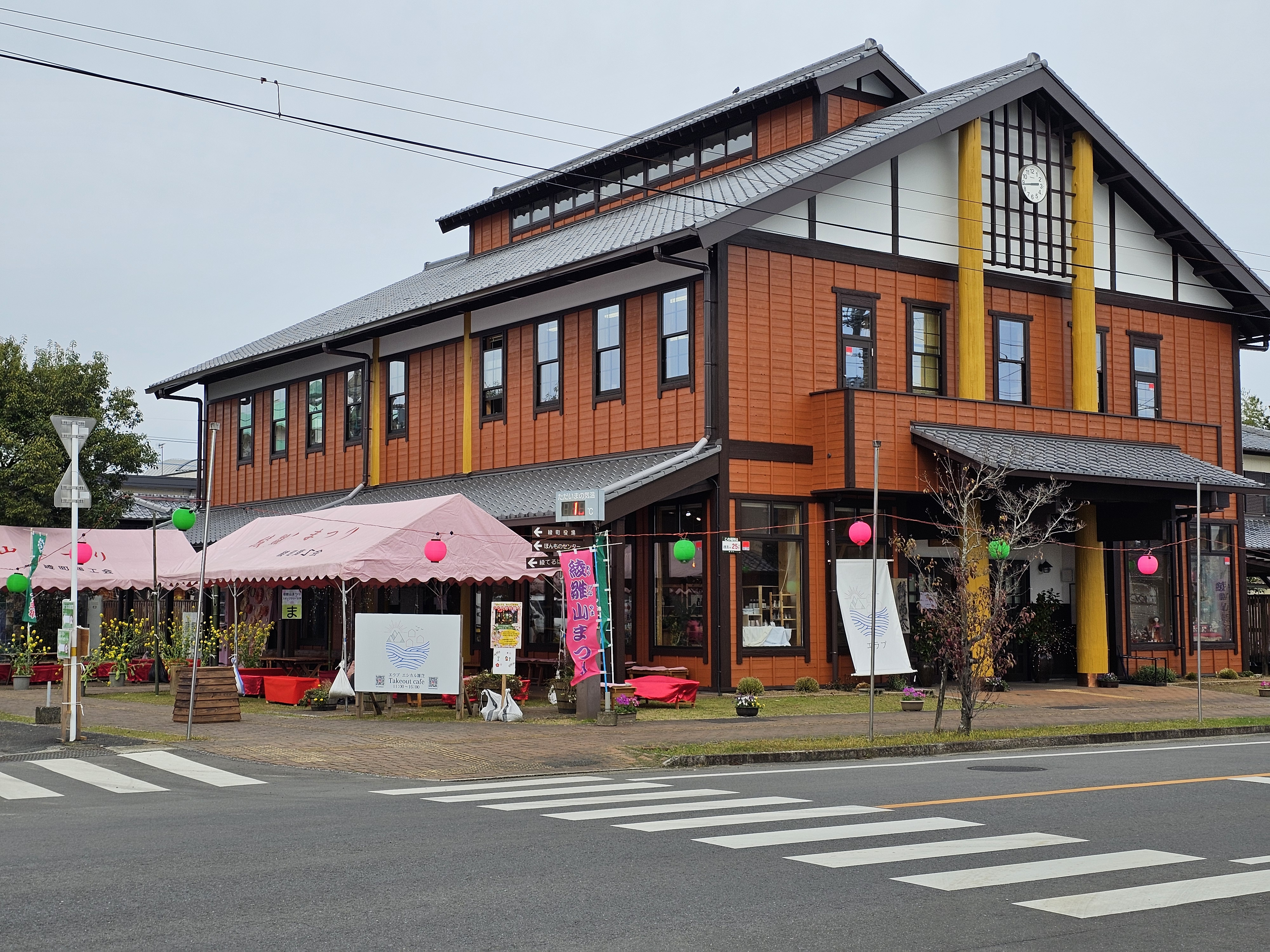
綾ふれあい館（綾町商工会）

  - 綾の手紬染織工房（染織）
  - 熊須碁盤店（木工）
  - グローバルヴィレッヂ綾（木工）
  - 長友製材所（木工）
  - 陶房八十一（陶芸）
  - グラスアート宮崎綾工房 （硝子工芸）
- 飲食店
  - 綾の里（郷土料理）

### 祭事・催事

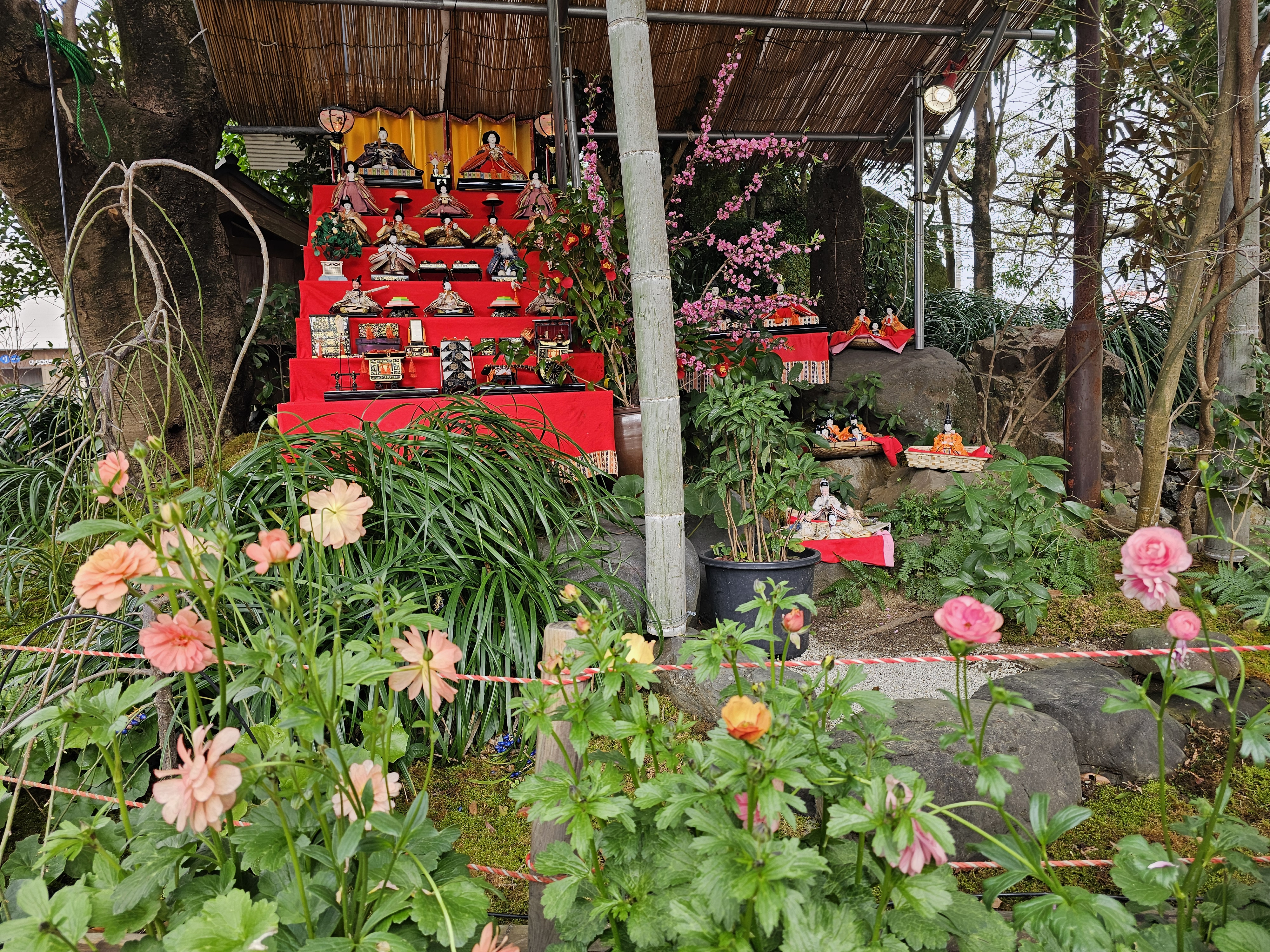
雛山（綾手づくりほんものセンター展示分、2024年）

- 桜祭り（3月）
- 照葉樹林マラソン（10月上旬）
- 綾競馬（11月）

 ウィキニュースに関連記事があります。宮崎県の綾町で第31回「綾競馬」が開催される【2012年11月5日】
 ウィキニュースに関連記事があります。綾町の風物詩「綾競馬」が2015年も例年通り34回目の開催【2015年11月28日】
- あや工芸祭り（11月）

## 出身者
- 川村秀三郎（林野庁長官）
- 垂水公正（元アジア開発銀行総裁、元大蔵省関税局長）

## テレビ番組
- 日経スペシャル ガイアの夜明け 有機野菜を身近に～食の安全に挑む新ビジネス～（2008年2月19日、テレビ東京）[14] - 「自然生態系農業」推進を取材。